# 汉斯·格施维勒
汉斯·格施维勒（德語：Hans Gerschwiler，1920年6月21日—2017年9月27日），瑞士男子花样滑冰运动员。他曾代表瑞士参加1948年冬季奥林匹克运动会花样滑冰比赛，获得男子单人滑银牌。